# Morovis Sud (Morovis)
Morovis Sur es un barrio ubicado en el municipio de Morovis en el estado libre asociado de Puerto Rico. En el Censo de 2010 tenía una población de 4208 habitantes y una densidad poblacional de 944,6 personas por km².

## Geografía
Morovis Sud se encuentra ubicado en las coordenadas 18°18′52″N 66°24′42″O / 18.31444, -66.41167. Según la Oficina del Censo de los Estados Unidos, Morovis Sud tiene una superficie total de 4.45 km², que corresponden a tierra firme.

## Demografía
Según el censo de 2010, había 4208 personas residiendo en Morovis Sur. La densidad de población era de 944,6 hab./km². De los 4208 habitantes, Morovis Sud estaba compuesto por el 90.38 % blancos, el 4.54 % eran afroamericanos, el 0.17 % eran amerindios, el 0.02 % eran asiáticos, el 3.21 % eran de otras razas y el 1.69 % pertenecían a dos o más razas. Del total de la población el 99.69 % eran hispanos o latinos de cualquier raza.